# 3772 Piaf
3772 Piaf је астероид главног астероидног појаса. Приближан пречник астероида је 25,93 ,
а средња удаљеност астероида од Сунца износи 3,022 астрономских јединица (АЈ).
Инклинација (нагиб) орбите у односу на раван еклиптике је 11,025 степени, а орбитални период износи 1919,006 дана (5,253 година). Ексцентрицитет орбите астероида износи 0,063.
Апсолутна магнитуда астероида износи 11,20 а геометријски албедо 0,087.
Астероид је откривен 21. октобра 1982. године.